# Podolobium
Podolobium là một chi thực vật có hoa trong họ Fabaceae. Đây là chi bản địa của miền đông Úc. Nó có thể là tên đồng nghĩa với chi Oxylobium.

## Các loài
Chi này gồm các loài:
- Podolobium aciculiferum F.Muell. - Needle Shaggy-pea
- Podolobium aestivum Crisp & P.H.Weston
- Podolobium alpestre (F.Muell.) Crisp & P.H.Weston - Alpine Shaggy-pea
- Podolobium ilicifolium (Andrews) Crisp & P.H.Weston - Prickly Shaggy-pea
- Podolobium procumbens (F.Muell.) F.Muell. ex Crisp & P.H.Weston - Trailing Shaggy-pea
- Podolobium scandens (Sm.) DC. - Netted Shaggy-pea

Các loài được miêu tả đầu tiên bở nhà thực vật học Robert Brown trong Hortus Kewensis năm 1811.

## Hình ảnh

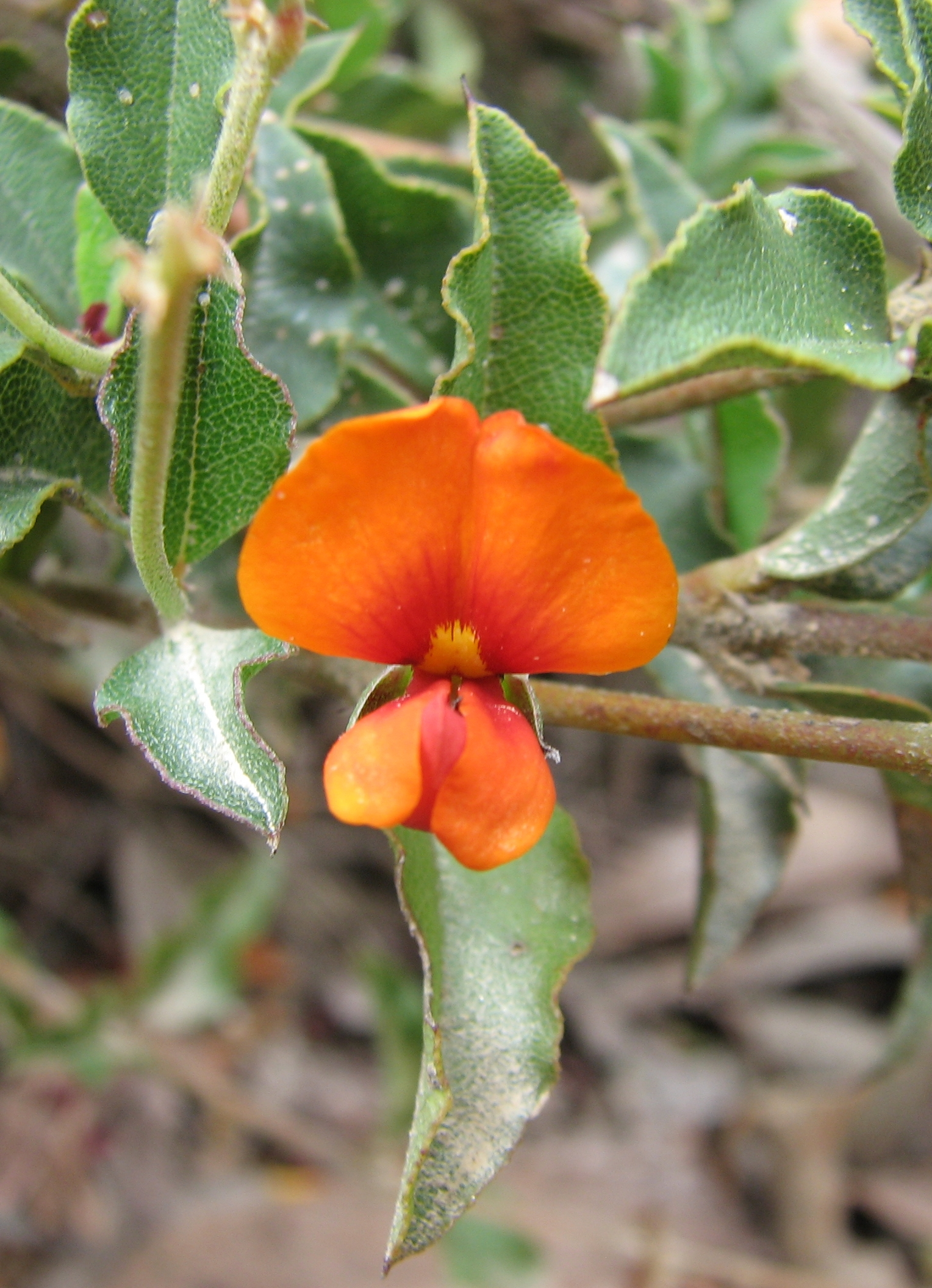